# 3811 Karma
3811 Karma (1953 TH) là một tiểu hành tinh vành đai chính do Liisi Oterma phát hiện tại Turku ngày 13.10.1953.